# Byuravan
Byuravan är en ort i Armenien.   Den ligger i provinsen Ararat, i den centrala delen av landet, 18 kilometer söder om huvudstaden Jerevan. Byuravan ligger 868 meter över havet och antalet invånare är 1 228.
Terrängen runt Byuravan är platt åt sydväst, men åt nordost är den kuperad. Runt Byuravan är det ganska tätbefolkat, med 155 invånare per kvadratkilometer.. Närmaste större samhälle är Jerevan, 18,3 kilometer norr om Byuravan.
Runt Byuravan är det i huvudsak tätbebyggt.